# 多米尼克·托雷托
多米尼克·托雷托或唐老大（Dominic Toretto）是電影玩命關頭系列的角色，並由馮·迪索和編劇蓋瑞·史考特·湯普森刻畫。該角色讓馮迪索站上好萊塢A級演員，並且在2002年MTV電影獎和保羅·沃克共同贏得最佳螢幕團隊。馮迪索的飾演使得該角色成為玩命關頭系列的強烈識別和靈魂人物。

## 發展
玩命關頭系列電影起源於"賽車X"街頭賽車，出現於1998年5月的VIBE雜誌。根據報導馮·迪索接受250萬美元酬勞接演玩命關頭多米尼克·托雷托一角。根據報導馮·迪索接受1500萬美元酬勞接演玩命關頭續演多米尼克·托雷托一角，並擔任製作。

## 登場
多米尼克·托雷托可能有意大利血统，是位精英街头赛车手兼汽车修理工，有犯罪前科。妹妹是米娅·托雷托、弟弟則是雅各布·托雷托，未婚妻是茱蒂西亚·“蕾蒂”·奥尔蒂斯。在整个系列中，多米尼克等人犯下了高速路劫车、盗取数百万美元商品等罪行，为此走上了一生的亡命天涯。
在《玩命關頭》第一集中，多米尼克经营着自己的汽车修理车库，而米娅需要照看家人在回声公园开的杂货店。他还组建了一支属于自己的街头赛车团队，成员包括蕾蒂、文斯、莱昂和杰西。越南裔美国人约翰尼·陈是多米尼克的仇家，他和多米尼克的一笔生意被搅黄，陈于是在多米尼克熟睡时，把他和妹妹抓走。让大家颇感疑惑的是，多米尼克一伙人开着黑色的本田思域跑车，在高速公路大胆地劫走了价值数百万美元的DVD光碟機。多米尼克还和新晋车手布莱恩·厄尔·斯普林奈结识。斯普林曾在警察突袭飙车帮聚会时，故意让自己被捕来拯救多米尼克。在比赛中，约翰尼·陈责怪多米尼克把特警队引来他家，被缉毒警察布莱恩抓获还使得家人们对他失去尊重。多米尼克于是袭击他，但立马被文斯制止了，文斯让多米尼克冷静下来。劫持工作后来出错，多米尼克发现布莱恩的真实身份，是洛杉矶警察局的卧底警探，真名叫布莱恩·奥康纳。随后的一场直线加速赛上以多米尼克用1970年款道奇Charger夺得冠军而结束，布莱恩把他的丰田Supra的钥匙交给了多米尼克，让他逃到墨西哥。
於第三集《玩命關頭3：東京甩尾》，多米尼克在片尾有客串演出，当时他开着一辆1970年款普利茅斯Road Runner，在一场漂移赛中挑战肖恩·伯斯维尔。而那辆车是他从已故的朋友韩那里得到的，之後在 Los Bandoleros 招募了新手韩、里科·桑托斯和泰戈·里奥帮助他完成第四部开头的任务。
《玩命關頭4》，多米尼克、蕾蒂一行人在多米尼加成功劫持了一辆油罐车，但因警方的搅场被迫放弃。多米尼克回到洛杉矶后，听到了蕾蒂死在菲尼克斯·卡尔德隆手上的消息。他和布莱恩再次联手，击溃墨西哥大毒枭阿图罗·布拉加。布拉加在一次毒品生产后下令杀害蕾蒂。后来，多米尼加发现布莱恩是最后联系蕾蒂的人，这激怒了他，他把布莱恩揍了一顿。但布莱恩解释蕾蒂会找回他，而他只需清除罪名，回到洛杉矶。成功从布拉加引渡回美国后，当局给多米尼加判处的刑期，从25年改为终身监禁。然而，布莱恩、米娅、里科和泰戈伏击了载着多米尼克的大巴车。多米尼克从大巴的残骸中爬出来后，一行人离开美国过上逃亡生活。
《玩命關頭5》，多米尼克与布莱恩、米娅和文斯在里约热内卢重聚，不料与毒枭埃尔南·雷耶斯交火，雷耶斯诬陷四人杀害了三个美国缉毒局的侦探。为了报复雷耶斯，多米尼克和布莱恩与罗曼·皮尔斯、泰杰·帕克、韩、吉赛尔·亚沙尔、里科和泰戈上演了一场银行抢劫案，盗走雷耶斯匿藏的1亿美元。精英赏金猎人兼美国国务院外交安全服务局联邦探员卢克·霍布斯被派往巴西，追捕多米尼克一伙人，但被雷耶斯的手下伏击，改變主意与多米尼克结盟，共同制造抢劫案。雷耶斯被击毙后，霍布斯让多米尼克一行人离开巴西，还给了他们安全屋。霍布斯的助手艾琳娜·维内斯离开部队，成为多米尼克的新女友。
《玩命關頭6》，多米尼克再次碰到霍布斯。霍布斯让多米尼克帮助他追捕佣兵欧文·肖，还向他揭示出蕾蒂还活着，菲尼克斯必须留她活口，好让她给肖工作。多米尼克和布莱恩为完成任务在伦敦重组飞车团队，以获取各方的完全赦免，安全救回蕾蒂。在追车中，多米尼克被蕾蒂伤害，随后多米尼克发现她患上失忆症，几乎在第一部中逝世。一次众人阻止肖乘坐军用坦克行驶在西班牙的桥梁上行驶时，多米尼克接住了要坠落的蕾蒂。肖透露他绑架米娅的备用计划，并用她作为释放他的杠杆，从拿走了坦克中的绝密芯片。吉赛尔死后，多米尼克一行人杀害了肖和他的手下，还救回米娅，并在北约的军用机场展开大胆的追车，夺回芯片。霍布斯赦免了他，并让多米尼克一行人搬回洛杉矶老家。看到多米尼克和蕾蒂团聚，艾琳娜跟多米尼克告别，随后回到霍布斯身边。片尾彩蛋中，欧文·肖的哥哥在东京杀害韩，给多米尼克发去恐吓信息。
《玩命關頭7》揭示欧文·肖仍在世，怒火中烧的哥哥戴克·肖追猎多米尼克一伙人，制造车祸杀死了韩并炸毁了他的家。多米尼克发誓报仇，决定独自去找肖，但被隐蔽行动头头、霍布斯的好友无名氏先生阻止。无名氏先生给了多米尼克追踪肖的办法，只需拿到“天眼”软件并从穆斯·贾康迪和他的手下手中救出拉姆茜即可。达成交易后，多米尼克、布莱恩、莱蒂、泰吉和罗曼到阿塞拜疆山脉成功勇救拉姆茜，之后他们发现拉姆茜住在阿布扎比的好友沙法持有“天眼”。多米尼克和布莱恩驾车穿过三幢大楼，成功夺回设备，一行人发现肖的藏身点，但在场遭到意外埋伏，无名氏先生本人及其手下负伤。后来，多米尼克决定回到老地方洛杉矶拿下肖和贾康迪，期间多米尼克和肖在停车场楼顶奋勇厮杀，而布莱恩则带着其他人引诱贾康迪，好让拉姆茜关掉天眼。多米尼克开车冲向贾康德的直升机，在制轮器上挂了一包手榴弹后，撞毁了车子。任务虽然大功告成，但城市付上了遭到强烈损毁的后果，人们认为多米尼克死了。莱蒂抱着多米尼克重拾记忆多米尼克也醒了。到后来，布莱恩决定离开团队，和家人共叙天伦。多米尼克一言不发地走了，布莱恩在交叉路口追上他，最后一次和他开车后，分头离去。
在《玩命關頭8》中，多米尼克在神秘女人塞弗的勾引下背叛了家人和朋友，偷走了他们要夺回的电磁脉冲炮，透露出塞弗是试图在第六部中制造龙葵设备和在第七部中几乎盗走天眼的幕后主脑。她抓走伊莲娜和多米尼克此前并不知道的儿子，利用他们作为敲诈工具，迫使多米尼克合作。尽管塞弗打消了多米尼克的家庭观念，并能访问多个监控系统，多米尼克还是设法利用人脉给戴克·肖和欧文·肖的母亲玛格达莱妮·萧捎去口信，让她找回两个儿子，利用多米尼克项链的监控器登上塞弗的飞机。肖兄弟救走他的儿子前，伊莲娜已经被塞弗的手下杀死，激怒了多米尼克。多米尼克与团队回合，摧毁了塞弗试图盗走的俄罗斯核潜艇。塞弗虽然逃走了，多米尼克还是发誓要保护他的儿子，并以妹夫的名字给他取名为布莱恩。
《玩命關頭9》，一直活在父亲在赛车中车祸去世阴影下的多米尼克，与妻子莱蒂在乡下过着隐居的生活。罗曼、特尔佳和拉姆茜找到他，说收到无名氏先生发来求救信息。经过分析，当时无名氏正用飞机在押解塞弗，但过程中被不明团伙袭击，飞机坠毁在墨西哥蒙特昆托山区。罗曼希望他能够和他们一起去，多米尼克原本打算拒绝，后来发现视频隐藏了十字架图案，而韩哥死前寄给他的一张墨西哥风景明信片中也有十字架，于是觉得和众人前去一探究竟。结果，他的弟弟雅各布也在寻找无名氏先生的飞机，夺走了飞机上的“白羊座计划”装置，与某国元首之子奥托及超级黑客塞弗一起合作，希望借此控制所有控制大规模杀伤性武器的轨道卫星，称霸世界。后来韩哥前来与多米尼克，透露自己曾依照无名氏先生的吩咐，去一对日本科学家夫妇的家中抢夺那个神秘装置，当时在无名氏先生手下工作的雅各布叛变，也上前抢夺。韩哥在慌乱之下，就走了科学家夫妇留下的女儿。最终在众人的合力下，奥托的计划被彻底摧毁，韩哥和科学家夫妇的女儿一起加入大家庭。
《玩命關頭X》，多米尼克与莱蒂正共享天伦之乐的时候，突然收到特工局的任务，要到意大利罗马执行。由于多米尼克和茱蒂要留下来照顾布莱恩，罗曼、特尔佳、拉姆茜和韩哥前去执行任务。罗曼出发后不久，塞弗闯进多米尼克家门，透露多米尼克之前在里约热内卢杀死的大毒枭埃尔南·雷耶斯，他的儿子但丁要找多米尼克报仇。随后小无名氏确认特工局并非派遣任务，罗曼一行人是中了陷阱，多米尼克和莱蒂立刻前往罗马营救，结果没有成功，还给罗马城造成了一定的破坏，从而被当局视为恐怖分子通缉，其中莱蒂被当场逮捕。多米尼克去找无名氏先生的女儿泰丝帮忙，泰丝警告他但丁和特工局的新领导艾姆斯正在追捕他们，希望他们小心。但丁和多米尼克在里约的街头赛车中相遇，和多米尼克的好友迪亚哥、艾莲娜的妹妹伊莎贝尔赛车。不料但丁在比赛过程中启动了安装在迪亚哥和伊莎贝尔车上的炸弹，多米尼克救下伊莎贝尔，但没能救走迪亚哥。没过多久但丁派人绑架了布莱恩，把布莱恩带到了葡萄牙。多米尼克和罗曼一行人前去营救的时候，但丁突然和艾姆斯结成联盟，让多米尼克他们落入圈套。在一处水坝，载着布莱恩的多米尼克被但丁用无人机控制的两辆半挂式货车包围，多米尼克情急之下将车开下水坝边缘，稳稳落入水中，随后水坝发生大爆炸。

## 車型

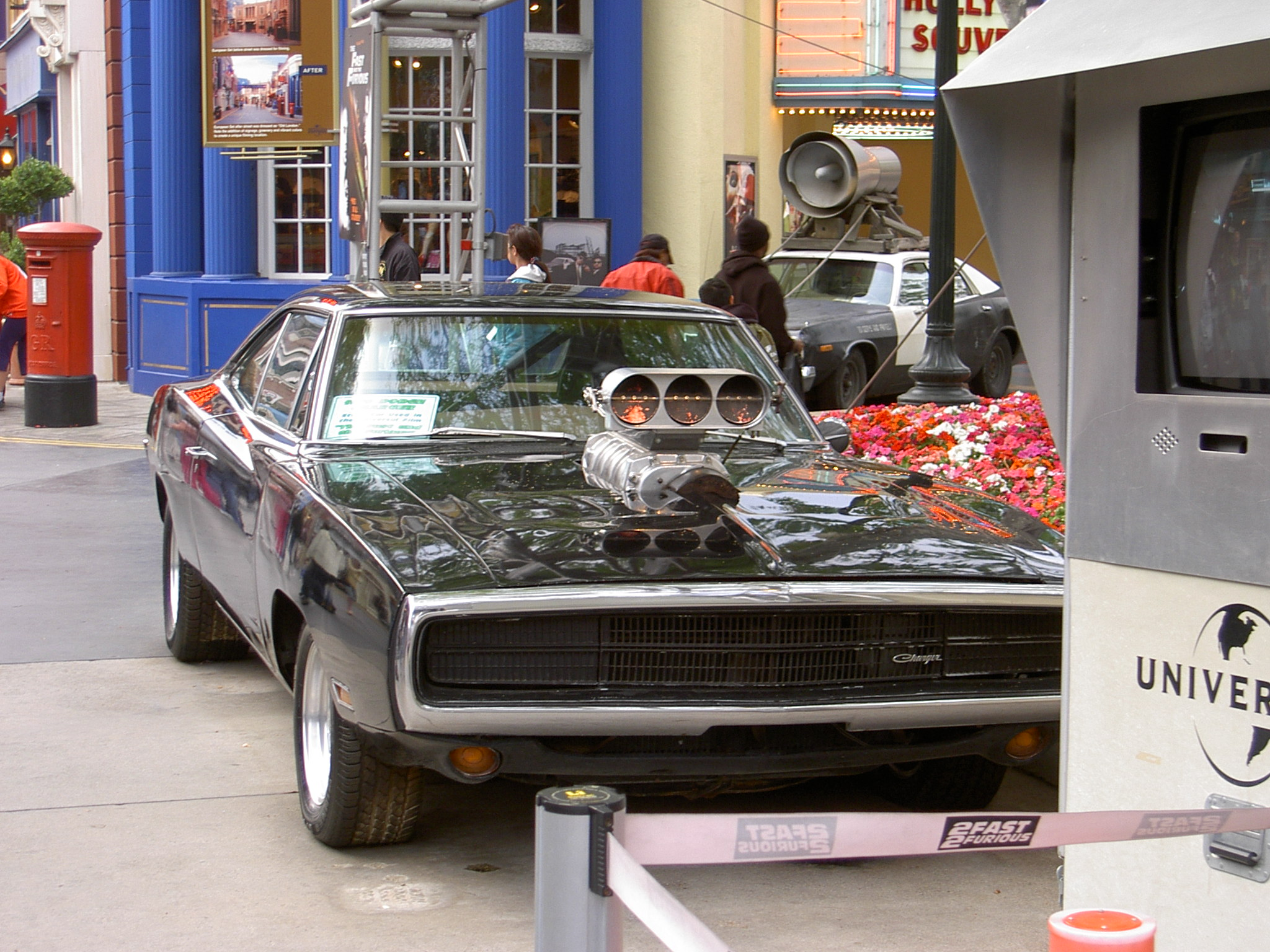
70 Dodge Charger R/T 圖片來自好萊塢環球影城

### 車型清單
| 電影                    | 車型                                       |
| ----------------------- | ------------------------------------------ |
| 玩命關頭                | 93 Mazda RX-7                              |
| 玩命關頭                | 95 Honda Civic                             |
| 玩命關頭                | 70 Dodge Charger R/T                       |
| 玩命關頭                | 94 Toyota Supra                            |
| 玩命關頭                | 70 Chevrolet Chevelle (Post credits)       |
| 玩命關頭3：東京甩尾     |                                            |
| 70 Plymouth Road Runner |                                            |
| Los Bandoleros          |                                            |
| 66 Pontiac Bonneville   |                                            |
| 玩命關頭4               | 87 Buick GNX                               |
| 玩命關頭4               | 70 Chevrolet Chevelle                      |
| 玩命關頭4               | 09 Subaru Impreza WRX STI                  |
| 玩命關頭4               | 70 Dodge Charger R/T                       |
| 玩命關頭4               | 73 Chevrolet Camaro F-Bomb                 |
| 玩命關頭5               | 70 Dodge Charger R/T                       |
| 玩命關頭5               | 63 Chevrolet Corvette Stingray Grand Sport |
| 玩命關頭5               | 11 Dodge Charger R/T Police Car            |
| 玩命關頭5               | 10 Dodge Charger SRT8                      |
| 玩命關頭5               | 09 Dodge Challenger SRT8                   |
| 玩命關頭6               | 2009 Dodge Challenger SRT8                 |
| 玩命關頭6               | 2010 BMW E60 M5                            |
| 玩命關頭6               | 1969 Dodge Charger Daytona                 |
| 玩命關頭6               | 2013 Dodge Charger SRT8                    |
| 玩命關頭7               | 1974 Plymouth Barracuda                    |
| 玩命關頭7               | 1970 Plymouth Road Runner                  |
| 玩命關頭7               | 1970 Dodge Charger                         |
| 玩命關頭7               | 2015 Dodge Charger                         |
| 玩命關頭7               | 2014 Lykan HyperSport                      |
| 玩命關頭7               | 1970 Dodge Charger R/T                     |
| 玩命關頭7               | 1968 Maximus Charger                       |
| 玩命關頭8               | 1961 Chevrolet Impala Sport Coupe          |
| 玩命關頭8               | 1950 Chevrolet Fleetline                   |
| 玩命關頭8               | 2018 Dodge Challenger SRT Demon            |
| 玩命關頭8               | 1971 Plymouth Road Runner GTX              |
| 玩命關頭8               | 1968 Dodge Ice Charger                     |
| 玩命關頭9               | 1970 Dodge Charger Tantrum                 |
| 玩命關頭9               | 1970 Dodge Charger R/T                     |
| 玩命關頭9               | 2020 Dodge Charger Hellcat Redeye          |
| 玩命關頭9               | 1965 Dodge Charger                         |
| 玩命關頭9               | 1968 Dodge Charger 500                     |

## 外部連結
- 互联网电影数据库上多米尼克·托雷托的资料